# Pierre Dieudonné
Pierre Dieudonné, né le 24 mars 1947, est un pilote automobile belge. 

## Biographie
Il s'impose aux 24 Heures de Spa dès 1974 (qu'il remporte également l'année suivante) avec Alain Peltier et Jean Xhenceval sur BMW 3.0 CSi. Deux ans plus tard il gagne le RAC Tourist Trophy et les 4 Heures de Jarama à 15 jours d'intervalle. Les 4 Heures de Monza, 500 Kilomètres de Brands Hatch puis de Pergusa et le Grand Prix de Brno sont à son palmarès durant l'année 1979. En 1980 il est encore deuxième aux 24 Heures de Spa, avant d'y obtenir sa troisième victoire en 1981 (puis une deuxième place au RAC TT en 1982, et encore en 1988). Il obtient aussi le Grand Prix du Nürburgring en 1982 et 1985, de nouveau celui de Brno en 1987, puis les 500 Kilomètres de Calder et Wellington (1987, en WTCC), ainsi que de Monza, Dijon et Vallelunga (1988, en ETCC). 
Il a remporté le championnat d'Europe FIA des voitures de tourisme en 1976 (3e de ce même championnat en 1977, 1979 et 1988). 
Il aussi a été champion de Belgique de voitures de tourisme Production en 1981.
Il a encore participé au championnat WTCC 1987, en remportant deux victoires, sur les circuits de Calder (Australie) et de Wellington (Nouvelle-Zélande).
En 11 participations aux 24 Heures du Mans entre 1977 et 1991, il se classe 7 fois dans les 10 premiers (meilleur résultat 6e en 1982). 
Sa dernière victoire a lieu à Spa en 1994, sur Ferrari F40.

## Résultats aux 24 heures du Mans
| Année | Équipe                     | Voiture           | Équipiers                       | Résultat     |
| ----- | -------------------------- | ----------------- | ------------------------------- | ------------ |
| 1977  | Luigi Racing               | BMW 3.0 CSL       | Spartaco Dini Jean Xhenceval    | 8e           |
| 1978  | Garage du Bac              | BMW 3.5 CSL       | Alain Cudini                    | Non qualifié |
| 1980  | JMS Racing Charles Pozzi   | Ferrari 512 BB    | Jean Xhenceval Hervé Regout     | 10e          |
| 1981  | Rennod Racing              | Ferrari 512 BB LM | Jean Xhenceval Jean-Paul Libert | 9e           |
| 1982  | Prancing Horse Farm Racing | Ferrari 512 BB LM | Carson Baird Jean-Paul Libert   | 6e           |
| 1984  | Mazdaspeed                 | Mazda 727C        | Yojiro Terada akashi Yorino     | 20e          |
| 1986  | Mazdaspeed                 | Mazda 757         | Mark Galvin David Kennedy       | Abandon      |
| 1987  | Mazdaspeed                 | Mazda 757         | Mark Galvin David Kennedy       | 7e           |
| 1988  | Mazdaspeed                 | Mazda 757         | David Kennedy Yojiro Terada     | 15e          |
| 1989  | Mazdaspeed                 | Mazda 767B        | David Kennedy Chris Hodgetts    | 7e           |
| 1990  | Mazdaspeed                 | Mazda 787         | Stefan Johansson David Kennedy  | Abandon      |
| 1991  | Mazdaspeed                 | Mazda 787         | Yojiro Terada Takashi Yorino    | 8e           |